# Chamelaucium megalopetalum
Chamelaucium megalopetalum är en tvåhjärtbladiga växtart som beskrevs av Ferdinand von Mueller och George Bentham. Chamelaucium megalopetalum ingår i släktet Chamelaucium, och familjen myrtenväxter. Inga underarter finns listade i Catalogue of Life.